# 貝蒂·羅斯
伊莉莎白·「貝蒂」·羅斯（後來改名為塔爾博特，再改名為班納）（英語：Betty Ross）是美國漫威漫畫旗下角色。該角色由史丹·李和傑克·科比創作，首次出現在《無敵浩克》第一卷（1962年）中，是浩克（布魯斯·班納博士）的戀人。她是雷霆·羅斯將軍的女兒。多年來，該角色經歷了多次變身，包括變身為哈皮和紅女浩克。
珍妮佛·康納莉在《綠巨人浩克》（2003年）中飾演該角色。該角色也出現在漫威電影宇宙（MCU）中，由麗芙·泰勒在電影《無敵浩克》（2008年）和《美國隊長：無畏新世界》（2025年）中飾演。另一個版本則出現在Disney+動畫影集《假如…？》（2021年）中，由史蒂芬妮·帕尼塞洛配音。

## 資料來源
1. ↑  . Marvel. 14 November 2018  [2023-02-12] （英语）.
2. ↑  DeFalco, Tom; Sanderson, Peter; Brevoort, Tom; Teitelbaum, Michael; Wallace, Daniel; Darling, Andrew; Forbeck, Matt; Cowsill, Alan; Bray, Adam. . DK Publishing. 2019: 301. ISBN 978-1-4654-7890-0.
3. ↑  Fillery, Jake. . Game Rant. 2022-08-30  [2023-02-12] （英语）.